# The Day Before
The Day Before war ein Multiplayer-Survival-Horror-Extraction-Shooter-Videospiel, das von Fntastic entwickelt und von Mytona veröffentlicht wurde. Das Spiel spielte in der Zukunft, wobei die Spieler eine Figur steuerten, die in der fiktiven, postapokalyptischen Stadt „New Fortune City“ überleben und sich dort durchschlagen musste, nachdem diese von Zombies überrannt worden war. Es wurde am 29. Januar 2021 angekündigt und am 7. Dezember 2023 im Early Access für Windows auf Steam veröffentlicht.
Die langwierige Entwicklung des Spiels führte zu Fragen hinsichtlich seiner Seriosität und zog frühzeitig Kritik auf sich, da es als möglicher Betrug wahrgenommen wurde. Die Entwicklung war von rechtlichen Auseinandersetzungen mit Fntastic sowie von Vorwürfen des Plagiats und der Ausnutzung unbezahlter Arbeitskräfte überschattet; Fntastic wies die Anschuldigungen des Betrugs und Plagiats zurück. Ehemalige Entwickler von Fntastic warfen den Gründern des Studios später schweres Missmanagement vor. Nach der Veröffentlichung wurde The Day Before von Kritikern wegen technischer Probleme und mangelnder Kreativität verrissen. Vier Tage später wurde das Spiel aus dem Verkauf genommen – die Server blieben noch bis zum Folgemonat geöffnet – und Fntastic wurde aufgrund der schlechten Verkaufszahlen geschlossen.

## Plot
Das Spiel spielt in den postapokalyptischen Vereinigten Staaten. Die Welt wurde im Zuge einer Pandemie von Zombies überrannt. Der Spieler erwacht in der fiktiven New Fortune City, die an der Ostküste der USA liegt. Dort schließt er sich anderen Überlebenden in einer Kolonie an, um die Gesellschaft wiederaufzubauen.

## Entwicklung und Veröffentlichung
The Day Before wurde erstmals im Januar 2021 mit einem Gameplay-Trailer vorgestellt, der die grundlegenden Spielmechaniken zeigte. Bereits im folgenden Monat, im Februar, wurde ein weiterer Gameplay-Trailer veröffentlicht, in dem Fntastic das Spiel als einen „echten Durchbruch für das MMO-Survival-Genre“ bezeichnete. Die Fntastic-Mitgründer Eduard und Aysen Gotovtsev traten in diesem Trailer auf und erklärten, wie sich das Spiel von anderen Genrevertretern unterscheiden werde – etwa durch erhöhten Realismus in der Benutzeroberfläche (GUI) und einem offenen Gameplay. Sie schlossen mit der Aussage, dass sie „alles neu erfunden haben – von den Spielzielen bis hin zur Herangehensweise an die Qualität der Spielmechaniken“.
Am 15. Oktober 2021 kündigte Fntastic den ursprünglichen Veröffentlichungstermin für den 21. Juni 2022 an. Am 5. Mai 2022, etwa einen Monat vor diesem Termin, wurde jedoch eine Verschiebung bekannt gegeben. Als Grund nannte man den geplanten Wechsel von der Unreal Engine 4 zur Unreal Engine 5. Der neue Veröffentlichungstermin wurde auf den 1. März 2023 festgelegt.
Bis Mai 2022 wurde The Day Before zum meistgewünschten Spiel auf Steam. Im darauffolgenden Monat aktualisierte Fntastic seine Website und bezeichnete sich selbst als Organisation aus bezahlten und unbezahlten „Freiwilligen“. Während Vollzeit-Freiwillige ein Gehalt erhielten, wurden unbezahlte Freiwillige mit „Teilnahmezertifikaten“ und kostenlosen Spielcodes entschädigt.
Zwei Tage später, am 29. Juni, veröffentlichte Fntastic eine Stellungnahme auf der Gaming-News-Website WellPlayed mit den Worten:
„Freiwilligenarbeit bei Fntastic bedeutet, dass eine Person freiwillig für eine gemeinsame Sache arbeitet. Wir betrachten alle Teammitglieder, einschließlich der Angestellten, als Freiwillige.“
Im Januar 2023 wurde die Seite zu The Day Before von Steam entfernt. Fntastic erklärte am 25. Januar, dass es Markenrechtsprobleme bezüglich des Titels gebe und kündigte daher eine weitere Verzögerung der Veröffentlichung auf den 10. November 2023 an.
Die Gründer des Studios teilten später gegenüber IGN mit, dass die Verzögerung bereits geplant war, bevor sie von den Markenrechtsstreitigkeiten erfuhren, und dass diese durch einen neuen zehnminütigen Gameplay-Trailer angekündigt werden sollte. Sie wiesen auch Behauptungen zurück, das Spiel sei ein „Betrug“ und betonten, dass sie von Mytona unterstützt würden, regelmäßig an ihrem Fortschritt bewertet würden und „keinen Cent von den Leuten genommen haben: kein Crowdfunding, keine Vorbestellungen, keine Spenden“.
Am 2. Februar 2023 veröffentlichte Fntastic neue Gameplay-Aufnahmen, während Spekulationen über den Status des Spiels kursierten. Kurz darauf wurden jedoch Videos zu The Day Before aufgrund von Markenrechtsbeschwerden eines Dritten von YouTube entfernt. Fntastic gab später an, dass sie von dem Entwickler einer Kalender-App namens „TheDayBefore“ ins Visier genommen würden.
Im August 2023 wurde berichtet, dass Mytona und Fntastic eine Markenanmeldung für den neuen Titel Dayworld eingereicht hatten. Am 1. November 2023 wurde angekündigt, dass The Day Before am 7. Dezember 2023 im Early Access auf Steam veröffentlicht wird.
Bis zu diesem Zeitpunkt hatten die mehrfachen Verzögerungen, Markenrechtsstreitigkeiten, die Ausnutzung unbezahlter Arbeitskräfte durch Fntastic sowie Vorwürfe des Plagiats durch sogenanntes Asset-Flipping dazu geführt, dass manche das Spiel als zu ehrgeizig und schlecht gemanagt bezeichneten.
Am 4. Dezember 2023 veröffentlichte Fntastic eine Stellungnahme auf X, in der sie erneut betonten, niemanden betrogen zu haben, da sie keine Finanzierungen eingefordert hätten, und die Vorwürfe des Asset-Flippings zurückwiesen.
Am 11. Dezember, nur vier Tage nach dem Start von The Day Before, der auf breite Kritik stieß, kündigte Fntastic ihre Schließung an. Sie erklärten, dass das Spiel „finanziell gescheitert“ sei und sie sich einen Weiterbetrieb nicht leisten könnten. Noch am selben Tag wurde The Day Before aus dem Verkauf auf Steam genommen.
Das Studio schloss am 22. Dezember und teilte mit, dass alle Käufer automatisch eine Rückerstattung erhalten würden. Die Spielserver blieben bis zum 22. Januar 2024 online, bevor sie endgültig abgeschaltet wurden.
Nach der Veröffentlichung erklärte ein ehemaliger Mitarbeiter von Fntastic, dass das Spiel nie als MMO (Massively Multiplayer Online Game) gedacht gewesen sei. Außerdem behauptete er, die Gründer von Fntastic hätten alle Entwicklungsaspekte kontrolliert, viele „dumme Ideen“ umgesetzt und Entwickler mit Entlassung bedroht, falls sie widersprachen.
Nach der Schließung des Spiels im Januar 2024 sagten weitere Entwickler von Fntastic, das Spieldesign habe sich während der Entwicklung ständig nach den aktuell beliebtesten Spielen gerichtet – ein willkürlicher Prozess gesteuert von den Gründern, die das Studio direkt nach Veröffentlichung verließen. Sie berichteten außerdem von schlechten Arbeitsbedingungen mit hoher Arbeitsbelastung („Crunch“). Junge Programmierer aus osteuropäischen Ländern seien fast unbezahlt beschäftigt worden, da es für sie vermutlich die einzige Chance war, in der Spielebranche Fuß zu fassen. Zudem seien Mitarbeiter für schlechte Leistung mit Geldstrafen belegt worden.

## Rezeption
Bei der Veröffentlichung im Early Access kritisierte IGN viele Aspekte des Spiels scharf und bezeichnete es als „völlig enttäuschend“ und „leicht eines der schlechtesten Spiele, die [sie] je gespielt haben“. Ed Nightingale von Eurogamer schrieb, dass die „Bildrate katastrophal“ sei und es umfangreiches Pop-in gebe, obwohl die Stadt „leblos“ wirke. Er fasste zusammen: „Es ist klar, dass dies ein unglaublich einfaches Spiel mit wenig Inhalt ist.“
Rick Lane von GamesRadar+ meinte: „Es gibt keine bedeutungsvollen Ideen, keine markanten Mechaniken, keine kreativen stilistischen Entscheidungen und sicherlich keine überzeugenden Charaktere.“
The Day Before erhielt auf Steam „überwiegend negative“ Bewertungen. Spieler kritisierten das Fehlen von Nahkampf, die künstliche Intelligenz, das Weltdesign und den Umfang sowie technische Probleme. Manche empfanden das Spiel eher als Extraction Shooter denn als MMO, wie es ursprünglich beworben worden war.
Die Spielerzahl sank bereits zwei Tage nach der Veröffentlichung um 75 Prozent und vier Tage nach dem Release sogar um 90 Prozent.

## Nachwirkungen
Im September 2024 kündigte Fntastic ihre Rückkehr mit einem „Plan zur Wiederherstellung“ unter dem Namen Fntastic 2.0 an. In einem Beitrag auf X (ehemals Twitter) schrieben sie:
„Jeder verdient eine zweite Chance. Wir entschuldigen uns aufrichtig bei allen für The Day Before und übernehmen die volle Verantwortung für das, was passiert ist. Schaut euch unseren Plan, Fntastic 2.0, an, in dem wir erklären, wie wir unsere Fehler der Vergangenheit beheben und uns darauf vorbereiten, besser zurückzukehren.“
Dazu verlinkten sie ein PDF-Dokument mit ihrem Wiederherstellungsplan, der unter anderem vorsieht, bezahlte Fachkräfte statt Freiwilliger einzustellen.
Fntastic startete ein neues Kickstarter-Projekt für ein Spiel namens Escape Factory, ein physikbasiertes Spiel, in dem cartoonartige Fabrikarbeiter versuchen, tödlichen Fallen zu entkommen. Die Seite Polygon merkte an, dass die Entwickler „bizarrerweise mit dem gleichen angekratzten Namen“ zurückkehrten und die Kickstarter-Kampagne „zum Scheitern verurteilt“ sei, da sie in der ersten Woche nur 2.348 Dollar von den angestrebten 15.539 Dollar einnahm – bei noch 23 Tagen Laufzeit.
Eine Demo des Spiels wurde veröffentlicht, woraufhin Fntastic erneut vorgeworfen wurde, ein Asset-Flip erstellt zu haben. Fntastic wies diese Anschuldigungen zurück und erklärte, dass zwar einige Assets für VFX und Code genutzt wurden, alle Kunstwerke und Musik jedoch von Fntastic selbst stammen.
Am 23. Oktober 2024 sagte Fntastic das Kickstarter-Projekt für Escape Factory wegen mangelnden Interesses ab, kündigte aber sofort ein neues Spiel namens Items an – ein Action-Horror-Prop-Hunt-Erlebnis. Obwohl für Items derzeit kein Kickstarter geplant ist, erklärte Fntastic, dass sie Crowdfunding oder andere Optionen in Betracht ziehen könnten, sobald eine Demo fertiggestellt ist.